# Achille et Polixene
Achille et Polixene (auch Achille et Polyxène, LWV 74) ist eine Tragédie lyrique (Oper) in einem Prolog und fünf Akten mit einem Libretto von Jean-Galbert de Campistron nach der Aeneis von Vergil, die am 7. oder 23. November 1687 im Palais Royal in Paris uraufgeführt wurde. Die Musik der Ouvertüre und des ersten Akts stammt von Jean-Baptiste Lully. Da dieser nach einem Unfall unerwartet starb, vertonte sein Schüler und Mitarbeiter Pascal Collasse den Prolog und die übrigen vier Akte.

## Handlung

### „Innhalt“
Das Vorwort der deutschen Übersetzung des Librettos für die Hamburger Aufführung von 1692 fasst den Inhalt folgendermaßen zusammen:

„DIe Geschicht von der Trojanischen Belägerung ist so bekandt, daß man deßwegen keine Worte machen darff, dienet derhalben nur zu wissen, daß die Trojaner eine Prophezeyung hatten, ihre Stadt solte nicht gewonnen werden, so lange des Königs Priamus Sohn der tapffere Hector lebete, hingegen hatten die Griechen, welche sie belagert eine andere Warsagung, daß Hector von niemand als dem Achilles konte überwunden werden, dieser nun hatte eine schöne Schlavin Briseis die er liebte, dieselbe aber war ihm von dem Könige Agamemmon, der das Griechische Heer commandirte, entführet, worüber Achilles entrüstet war, und also nicht fechten wolte. Wie aber sein vertrauter Freund Patroclus von dem Hector erschlagen ward, nimmt er ihm die Rache desselben vor, und überwindet den Hector, darauff kommen dessen Vater Priamus, seine Frau Andromache, und seine Schwester Polixena und begehrten den erschlagenen Leib des Hectors, welches Achilles ihnen gewehret, und sich in die Polixena verliebt, worüber Briseis, nachdem sie ihm vom Agamemmon wieder gegeben, eifersüchtig wird, und die Juno zur Rache anruffet, die es auch dahin bringt, daß wie Achilles meynet sich mit der Polixena trauen zu lassen, er von ihrem Bruder dem Paris hinterlistiger Weise ermordet wird, welches die Polixena zu solcher Verzweiffelung bringet, daß sie sich selbst ersticht. Womit dieses Stück beschlossen und ihm also billig der Nahm: Der unglücklichen Liebe des Achilles und der Polixena gegeben wird.“

### Prolog
Ein verfallenes Theater
Der Götterbote Mercure fragt die Musen, warum sie ihre gute Laune verloren haben und Thalie und Melpomene, die sonst so redselig sind, verstummt seien. Sie entgegnen, dass der größte der Könige (Ludwig XIV.) sich nur noch für seine Eroberungen interessiere und ihre prunkvollen Feste ignoriere. Seitdem haben ihre Aufführungen an Pracht und Gefälligkeit verloren. Nichts, was sie tun, scheine in seinen Augen Wert zu besitzen. Mercure macht ihnen Mut: Jupiter, der höchste der Götter, interessiere sich für sie. Der öde und zerstörte Ort erscheint plötzlich wieder in seiner ursprünglichen Pracht, und die Musen beeilen sich, ihn wieder mit Leben zu füllen. Sie wollen die Sorgen vertreiben und mit ihren Liedern zur Liebe inspirieren. Jupiter persönlich steigt in seiner Kutsche vom Himmel herab und fordert die Musen auf, die Erinnerung an den unbesiegbaren Helden Achille und seine Schlachten zu erneuern.

### Erster Akt
Die Insel Tenedos, auf die sich Achille mit seinen Schiffen nach der Auseinandersetzung mit Agamemnon zurückgezogen hat
Szene 1. Patrocle weist Achille auf den zunehmenden Ruhm Hectors hin. Er wundert sich, dass sein Freund seinen Ehrgeiz verloren zu haben scheint. Achille jedoch freut sich über den Schaden, den Hector dem griechischen Heer zufügt. Er empfindet dies als Rache an Agamemnon, der seine Geliebte Briseis entführte. Patrocle weist ihn darauf hin, dass Briseis Agamemnon nicht liebe und allein dies schon eine süße Rache sei (Arie Patrocle: „Quand un rival puissant vient troubler nos amours“). Achille ist jedoch auch verärgert über das Verhalten der Griechen, die seine Tapferkeit nicht zu schätzen wussten. Da Patrocle ihn nicht überzeugen kann, zum Kampf zurückzukehren, bittet er Achille um dessen von Vulcan geschmiedete Waffen. Er will sie selbst verwenden, um den Feind zu besiegen (Arie Patrocle: „Je connais les périls où mon dessein m’engage“). Achille ist überzeugt, dass Patrocle ewigen Ruhm erlangen werde. Patrocle eilt siegessicher fort (Arie Patrocle: „Je cours assurer ma mémoire“).
Szene 2. Achille sorgt sich um seinen Freund.
Szene 3. Der griechische Offizier Diomede fleht Achille an, zum Kampf nach Troja zurückzukehren. Ohne ihn könnten die Griechen die Stadt nicht einnehmen. Achille lässt sich aber nicht umstimmen, zumal ihm die Göttin Venus an diesem Ort viele Annehmlichkeiten bereitet (Arien Achille: „Cette charmante Déesse“ – Diomede: „Faut-il que votre cœur se livre“ – Achille: „La Déesse paraît“).
Szene 4. Venus erscheint in einer Wolke, begleitet von l’Amour, den Grazien und den Vergnügungen (Plaisirs), und umschmeichelt Achille (Arie Venus: „Vous, Divinités aimables“).
Szene 5. Zwei Grazien und ein Plaisir preisen die Liebe (Terzett: „Grand héros, le ciel vous est propice“).
Szene 6. Achilles Vertrauter Arcas bringt Achille die Nachricht, dass Patrocle gefallen sei. Die Grazien und Vergnügungen ziehen sich zurück.
Szene 7. Achille schwört Hector Rache (Arie Achille: „Manes de ce Guerrier, dont je pleure le sort“).

### Zweiter Akt
Das griechische Lager vor Troja; in der Ferne die prächtige Stadt

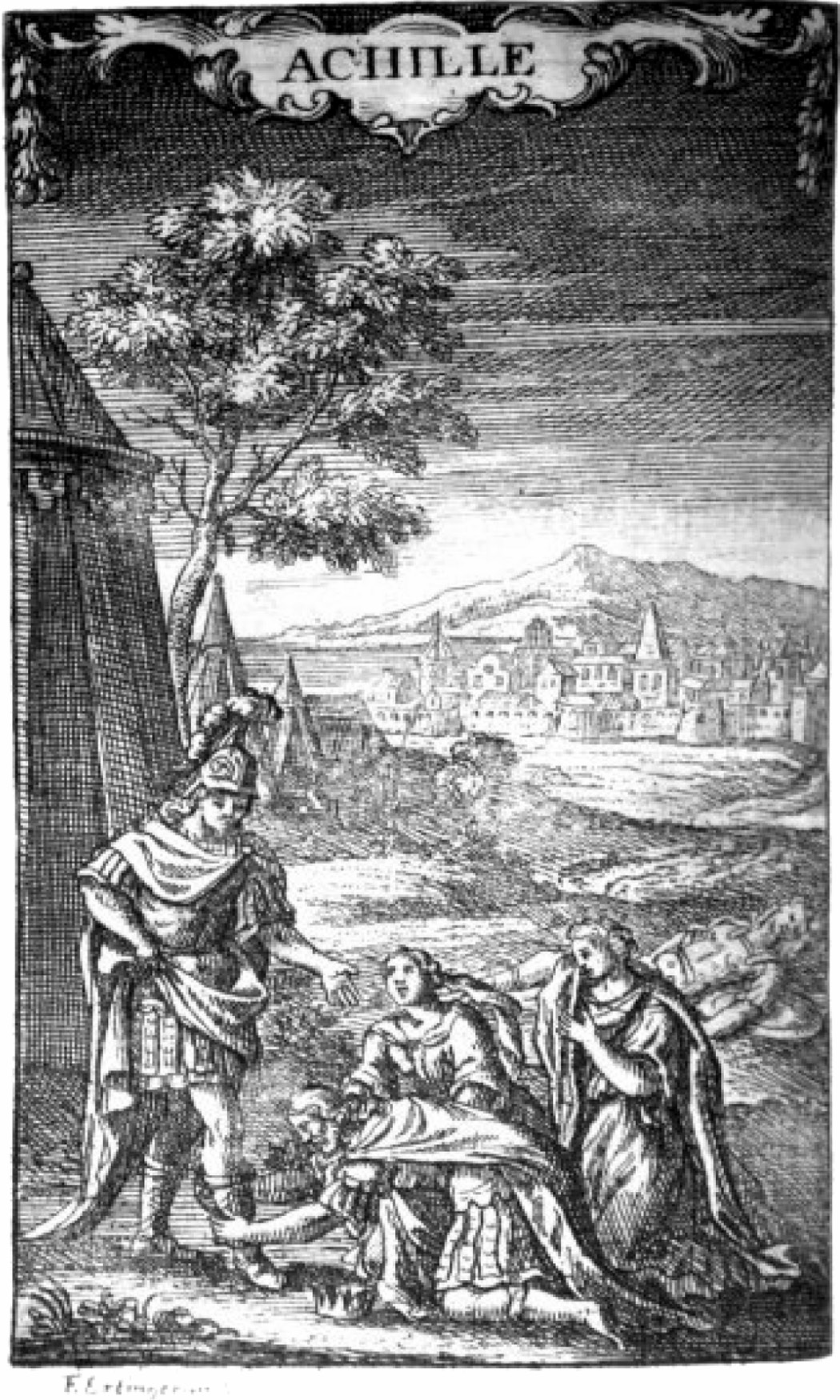
Zweiter Akt: Priam, Andromaque und Polixene bitten Achille um die Herausgabe von Hectors Leichnam.
Franz Ertinger, 1703

Szene 1. Diomede versichert König Agamemnon, dass ihnen der Sieg nun, da Achille wieder kämpfe, gewiss sei. Er fordert ihn auf, diesem seine Geliebte Briseis zurückzugeben, um den Konflikt aus der Welt zu schaffen. Agamemnons Verlangen nach der Sklavin ist noch groß (Arie Agamemnon: „Que peut la raison le triste et vain secours“), aber schließlich siegt die Vernunft. Die beiden beobachten Achilles erfolgreichen Vormarsch gegen die Feinde. Sie ziehen sich zurück, um ihn nicht abzulenken.
Szene 2. Griechische Offiziere und Soldaten rühmen den siegreichen Achille (Chor: „Guerrier terrible“).
Szene 3. Arcas lässt den trojanischen König Priam, dessen Tochter Andromaque und dessen Schwiegertochter Polixene, die Witwe Hectors, vortreten. Er versichert ihnen, dass sie Achille vertrauen können.
Szene 4. Priam, Andromaque und Polixene flehen Achille um Milde an.
Szene 5. Priam unterwirft sich den Griechen, und Andromaque bittet darum, ihrem Mann wenigstens ein anständiges Begräbnis bereiten zu dürfen. Beides rührt Achille, der keinen Groll gegen die Trojaner mehr hegt. Als auch Polixene in das Flehen einstimmt (Arie Polixene: „Vous le savez, Dieux que j’atteste“), verliebt sich Achille sofort in die schöne Prinzessin. Er überlässt ihrer Familie den Leichnam Hectors und verspricht, dass er persönlich den Frieden sicherstellen werde.

### Dritter Akt
Das Quartier Achilles
Szene 1. Achille bittet Arcas, in Troja für ihn um die Hand Polixenes zu werben. Arcas wundert sich über Achilles veränderte Haltung den Trojanern gegenüber. Achille entgegnet, dass sein Zorn ausschließlich Hector gegolten habe.
Szene 2. Achille hofft, nach all den Kämpfen wieder glücklichere Zeiten erleben zu dürfen (Arie Achille: „Quand après un cruel tourment“).
Szene 3. Agamemnon ist bereit zu einer Versöhnung mit Achille und gibt als Zeichen der Freundschaft dessen Geliebte Briseis frei.
Szene 4. Agamemnon gesteht ein, dass seine Liebesbemühungen Briseis gegenüber erfolglos waren (Arie Agamemnon: „Mes respects, mes soupirs“). Diomede freut sich darüber (Arie Diomede: „Jouissez du bonheur que l’amour vous présente“).
Szene 5. Briseis erkennt sofort, dass sich Achilles Gefühle für sie geändert haben. Er leidet darunter noch mehr als sie und würde sich sofort selbst töten, wenn sie es verlangte.
Szene 6. Briseis ruft die Göttin Junon um Hilfe an. Sie soll dafür sorgen, dass Troja auf ewig keinen Frieden findet und auf diese Weise Achilles Verbindung mit der Königsfamilie getrennt wird.
Szene 7. Junon steigt in ihrem Wagen herab und verspricht Briseis die Erfüllung ihres Wunschs. Sie ruft den Hass, den Zorn, die Zwietracht und den Neid herbei, um den Frieden zu vertreiben. Die Wirkung soll sich noch am selben Tag einstellen.
Szene 8. Briseis schöpft wieder Hoffnung auf Erfüllung ihres Glücks, die allerdings durch fröhliche Gesänge von Schäfern getrübt wird.
Szene 9. Hirten und Schäferinnen feiern den großzügigen Eroberer, der den Frieden wiederhergestellt habe („Après tant de trouble et de larmes“).

### Vierter Akt
Der prächtige Palast Priams
Szene 1. Polixene versucht, mit sich selbst ins Reine zu kommen: Sie liebt Achille, der bis vor kurzem noch ihr Feind war und ihren Bruder Hector tötete (Arie Polixene: „Je souffre trop dans les cruels combats“).
Szene 2. Andromaque informiert Polixene darüber, dass Achille die Hochzeit noch für den heutigen Tag plane. Sie kann es nicht ertragen, dass der Mörder ihres Mannes so davonkommen soll. Ihr einziger Trost besteht darin, dass sie Hector auf ewig betrauern will und ihre Treue zu ihm dadurch seinem Ruhm gleichen werde.
Szene 3. Polixenes Gewissenskonflikt wurde dadurch noch verstärkt. Sie kann ihre Gefühle für Achille aber nicht mehr unterdrücken (Arie Polixene: „N’importe, je ne puis changer de sentiment“).
Szene 4. Priam und Arcas machen Polixene Mut (Arie Priam: „Le fier Achille rend les armes a tes charmes“), und diese stimmt der Hochzeit zu. Priam ist erleichtert (Arie Priam: „Quel changement favorable“). Er lädt das Volk zur Feier ein.
Szene 5. Trojaner und Trojanerinnen besingen die friedenstiftende Liebe („Vos beaux yeux, adorable Princesse“).

### Fünfter Akt
Der Tempel Apollons und dessen Umgebung

Fünfter Akt: die Griechen fliehen aus dem Tempel.
Johannes van den Aveelen, 1701

Szene 1. Achille erwartet sehnsüchtig seine Braut, die ihr Vater zum Tempel führt.
Szene 2. Als der Brautzug eintrifft, bemerkt Achille, dass Polixene ihre Blicke von ihm abwendet. Sie erklärt ihm, dass sein Anblick ihre Qualen verstärke.
Szene 3. Priam, Polixene und Achille fordern die Anwesenden auf, den Frieden und die Liebe zu genießen, um die Zwietracht zu beenden („Commençons à jouir en ce jour“). Griechen und Trojaner stimmen ein (Chor: „Que tous ces lieux retentissent“ – Terzett: „Chacun de vous connait le prix de ce qu’il aime“). Alle betreten den Tempel.
Szene 4. Briseis glaubt, Junon habe sie im Stich gelassen.
Szene 5. In diesem Augenblick fliehen die Griechen verstört aus dem Tempel. Arcas berichtet Briseis, dass Achille von Paris, dem Bruder Hectors und seiner Braut, getötet wurde.
Szene 6. Polixene sucht Trost bei Briseis. Sie hat die Mordwaffe bei sich, die ihr vielleicht noch nützlich sein kann. Briseis schwört, Achilles Tod an den Trojanern zu rächen und persönlich die Waffen zu ergreifen.
Szene 7 „dernière“. Auch Polixene ruft zum Kampf auf. Ihr Bräutigam scheint sie in einer Vision zu sich zu rufen. Sie erkennt, dass ein Leben ohne ihn der Hölle gleichen würde, und tötet sich selbst („S’en est fait“).

## Gestaltung
Der kurze Prolog beginnt ungewöhnlicherweise nicht mit einem Lobpreis, sondern einer Klage der Musen darüber, dass der König ihre Kunst aufgrund seiner Kriegsleidenschaft ignoriert. Dies ist eine Anspielung auf die aktuelle politische Lage Frankreichs. Erst nach dem Eingreifen Jupiters wendet sich die Lage zum traditionellen optimistischen Jubel. Die eigentliche Oper verzichtet auf Nebenhandlungen. Die Behandlung der vier in die Liebeshandlung verstrickten Protagonisten zeigt deutlich Campistrons Bewunderung für Jean Racine, den Autor der ebenfalls auf der Aeneis basierenden Tragödie Andromache. Das Libretto folgt im Wesentlichen der Vorlage, ist aber nicht ganz befriedigend ausgearbeitet. Der Auftritt des Paris als Mörder Achilles erscheint unvorbereitet, und es ist keine Verbindung zwischen ihm und der zornigen Göttin Junon zu erkennen. Letztere wirkt daher dramaturgisch überflüssig. Abgesehen von diesen Mängeln entspricht das Werk den Tragédies lyriques von Lully und dessen Hauptlibrettisten Philippe Quinault. Auch hier gibt es Arien an den emotionalen Höhepunkten, Divertissements und Auftritte von Göttern. Nur im letzten Akt verzichteten die Autoren aufgrund des tragischen Endes darauf. Anstelle eines großen Finales gibt es hier eine Hochzeitsfeier am Ende des vierten Akts.
Als fortschrittlich gilt die deutlich vergrößerte Anzahl der Tänze, die auf die Entwicklung des Opéra-ballet hinweist. Die Vokallinien sind im Vergleich zu denen Lullys freier mit Verzierungen versehen.

## Werkgeschichte
Das Libretto dieser Tragédie lyrique verfasste Jean-Galbert de Campistron nach der Aeneis von Vergil. Jean-Baptiste Lully vertonte die Ouvertüre und den ersten Akt. Er starb jedoch am 22. März 1687 an den Folgen eines Unfalls. Am Vorabend des Ablebens musste Lully unter den Augen seines Beichtvaters die Arbeit verbrennen, allerdings tat er dies, ohne darauf hinzuweisen, dass er eine Kopie versteckt hielt. So konnte sein Schüler und Mitarbeiter Pascal Collasse die Komposition vollenden. Er komponierte den Prolog und die Akte II–IV. Die Ballette des ersten und vierten Akts wurden von Louis Lestang choreografiert, diejenigen des Prologs und des zweiten und dritten Akts von Louis Pécour.
Die Uraufführung fand am 7. oder 23. November 1687:52 im Palais Royal in Paris statt. Sie war mit Spannung erwartet worden, da man sich nach Lullys Tod über die Zukunft der Opernaufführungen sorgte. Auch der Dauphin war anwesend. Die Hauptrollen sangen Marie Le Rochois (Polixene), Marie-Louise Moreau (Andromaque), Mlle Desmatins (Briseis), Louis Gaulard Dumesny (Achille), Jean Dun (Agamemnon) und François Beaumavielle (Priam). Marie-Catherine Poussin sang die Göttin Venus und Marie Antier die Junon. Pascal Collasse dirigierte.
Trotz der hochkarätigen Besetzung war der Produktion kein Erfolg beschieden, und sie wurde spätestens Mitte Dezember wieder abgesetzt. Dem Mercure zufolge wurde die Musik als unpassend erachtet und konnte den von Lully vorgegebenen Standard nicht erfüllen.
Noch 1687 erschien die vollständige Partitur bei Christophe Ballard in Paris. 1688 folgte ein Raubdruck von Antoine Pointel in Amsterdam. Insgesamt sind zehn Librettodrucke bekannt.:36 Ein wichtiges Indiz für den Erfolg der damaligen französischen Opern war die Anzahl der Parodien. In diesem Fall ist nur eine einzige parodierte Musiknummer aus einem weltlichen Druck bekannt.:174

Titelblatt des Librettos, Hamburg 1692

1692 wurde das Werk in einer deutschen Übersetzung von Christian Heinrich Postel an der Oper am Gänsemarkt in Hamburg gezeigt. Über die Gründe für die Wahl ausgerechnet dieses musikalisch eher schwachen Stücks kann nur spekuliert werden. Möglicherweise spielten der bekannte Stoff, die Verfügbarkeit der gedruckten Partitur oder ihr Ruf als letzte Lully-Oper eine Rolle. Der Name des Hauptkomponisten Collasse wurde verschwiegen. Im Vorwort des Textbuchs erklärte Postel die etwas holprige Sprache mit der Schwierigkeit, ein französisches Stück so ins Deutsche zu übertragen, dass die unveränderte Musik dazu gesungen werden könne. Er ergänzte aber: „Dem aber dieses gleichwohl noch nicht genug zur Entschuldigung dienen kan, der versuch es und nehme eine andere Französische Opera, und thue mit der eben dasselbige, wann ers denn besser macht, so soll er auch ohn einige Mißgunst von uns selber gelobet werden.“
Eine Wiederaufnahme in Paris gab es am 11. Oktober 1712, doch auch diese wurde nach sechs Aufführungen beendet.
Im September 2007 gab es im Rahmen des Festivals „Octogonale 2007“ zwei konzertante Aufführungen im Bucerius Kunst Forum in Hamburg mit dem Vokalensemble St. Jacobi und dem Cythara-Ensemble auf historischen Instrumenten. Die musikalische Leitung hatte Rudolf Kelber.

## Digitalisate
- Achille et Polixène, LWV 74: Noten und Audiodateien im International Music Score Library Project
- Partitur. Ballard, Paris 1687. Digitalisat der UNT Digital Library
- Partitur. Pointel, Amsterdam 1688. Digitalisat bei Gallica
- Christian Heinrich Postel: Achilles et Polixene / Die unglückliche Liebe des Achilles und der Polixena. Libretto (französisch/deutsch). Hamburg 1692. Digitalisat der Österreichischen Nationalbibliothek